# Fiddler's Green
Fiddler's Green is een Duitse band uit Erlangen. De groep werd opgericht in 1990 en speelt up-tempo Ierse folkmuziek. Hun eerste concert onder de naam Fiddler's Green was op het Newcomer-Festival in Erlangen in november 1990. Het eerste album, Fiddler's Green, verscheen in 1992 en was een combinatie van live- en studiotracks. Op de cd stonden zowel traditionele nummers als eigen materiaal. De cd werd uitgebracht onder hun eigen label, Deaf Shepherd Recordings. Fiddler's Green heeft wel onder contract gestaan bij een groot platenlabel maar koos ervoor om onafhankelijk te zijn.
De band heeft zowel traditionele Ierse en Schotse nummers als zelfgeschreven materiaal gespeeld, hoewel het zelfgeschreven materiaal steeds minder folkachtig klonk. De band is sterk beïnvloed door Celticrockbands zoals The Pogues, The Waterboys en Great Big Sea. Hun recente albums zijn ook sterk beïnvloed door Gothic rock. Ze hebben voornamelijk succes in Duitsland, waar ze in 2004 de mijlpaal van duizend gespeelde concerten behaalden. Het enige lid dat bij alle concerten aanwezig was, is bassist Rainer Schulz. Het duizendste concert werd gespeeld op kasteel Hoheneck. Van dit concert verschenen twee live-dvd's, Celebrate! en Jubilate!. Tijdens het concert werd de band ondersteund door veel oud-leden en gastmuzikanten.
De meeste nummers en teksten werden geschreven door Peter Pahos. Nadat hij in 2006 de band had verlaten, werd hij vervangen door Patrick 'Pat' Prziwara.

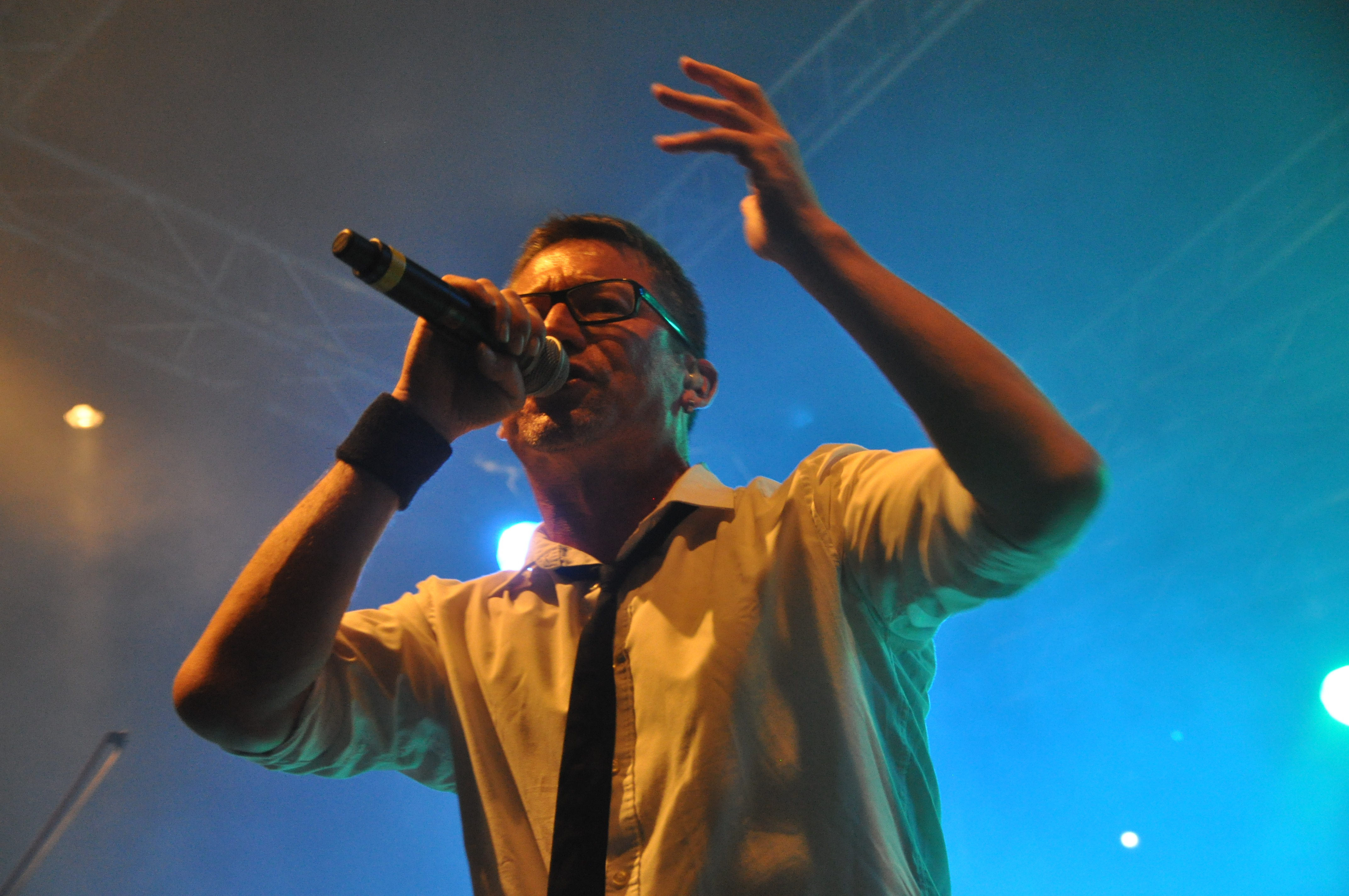
Ralf Albi Albers, "Folk am Neckar" 2013

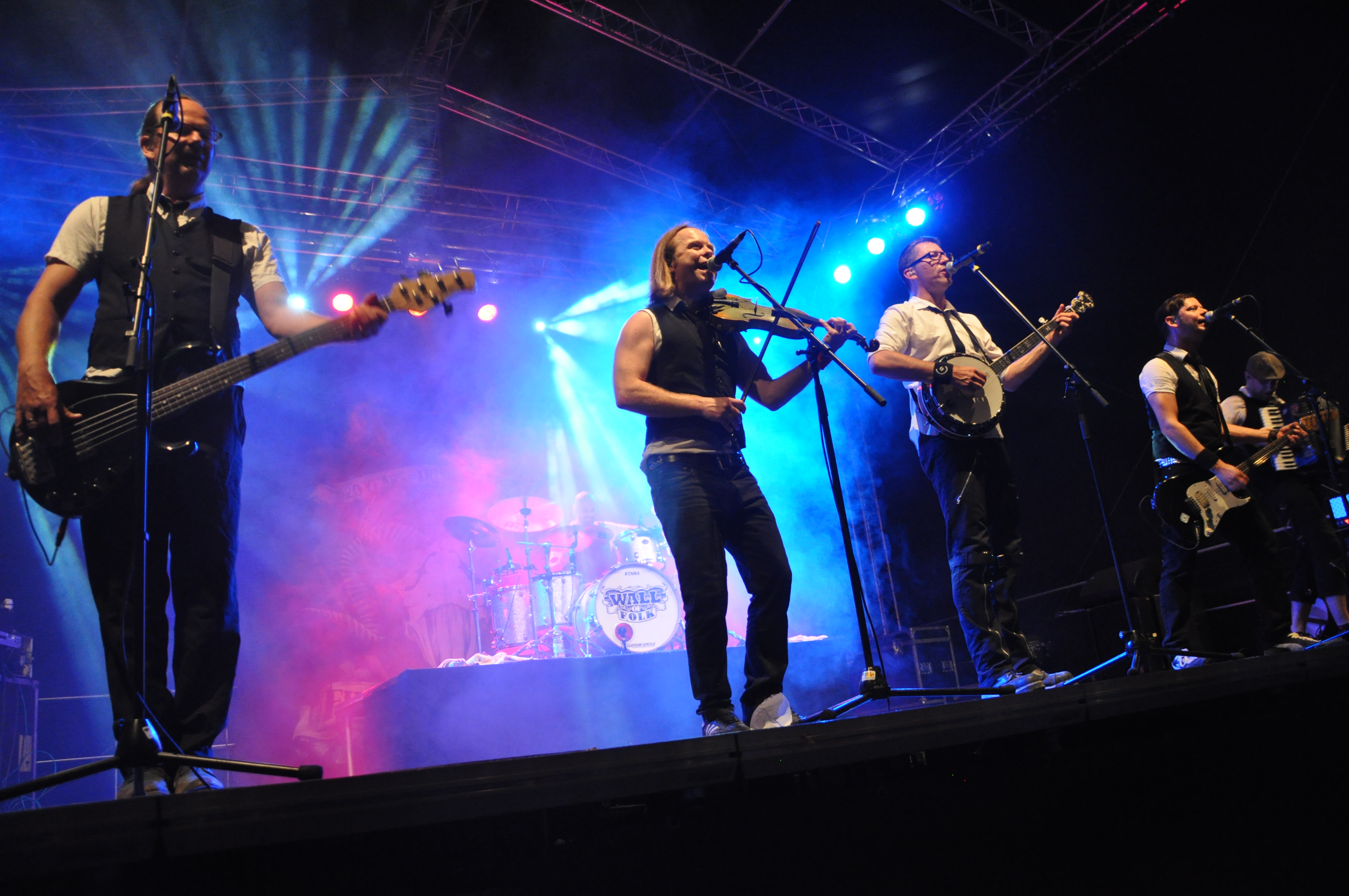
Fiddler's Green op het folkfestival "Folk am Neckar" 2013 in Neckarelz

## Discografie
- Fiddler's Green (1992)
- Black Sheep (1993)
- King Shepherd (1995)
- Make Up Your Mind (1996)
- On and On (1997)
- Spin Around (1998)
- Stagebox (1999, livealbum)
- Another Sky (2000)
- Folk Raider (2002)
- Nu Folk (2003)
- Celebrate! (2005, livealbum)
- Celebrate! (2005, live-dvd)
- Jubilate! (2005, live-dvd)
- Drive Me Mad! (2007)
- Sports Day at Killaloe (2009)
- Folk's Not Dead (2010)
- Wall of Folk (2011)
- Acoustic Pub Crawl (2012)
- Winners & Boozers (2013)
- 25 Blarney Roses (2015)
- 25 Blarney Roses: Live In Cologne (2015, livealbum)
- Devil's Dozen (2016)